# Helena Swellengrebel
Helena Swellengrebel, född 1730, död 1753, var en nederländsk författare. 
Hon var dotter till Hendrik Swellengrebel (1700-1760), guvernör i Kapkolonin 1746-1760. Hennes efterlämnade resedagbok har utgivits. 